# Clint Baker
Clint Baker (nascido em 27 de janeiro de 1971 em Mountain View, Califórnia ) é um musico estadunidense de jazz, ele é multi-instrumentista e toca corneta, trompete, trombone, clarinete, saxofone, guitarra, banjo, tuba, baixo e bateria.
Clint produziu seu primeiro registro em 1991: "“Clint Baker’s New Orleans Jazz Band Featuring Jim Klippert”. Desde então, ele produziu oito gravações, incluindo: "In The Groove" (1992), "Going enorme" (1998), "Lágrimas" (2002), e "Quem é? Foolin 'Who" (2008). "In The Groove" (1992), "Going Huge" (1998),  "Tears" (2002), and “Who’s Foolin’ Who?” (2008).

Em 2004 fez uma pequena participação na série House MD no episódio "Me Deixe Morrer" na 1ª temporada.